# Palazzo Avarna
Il Palazzo Avarna o  Palazzo del duca Avarna di Belviso è stato un palazzo della città di Messina, opera di Saverio Francesco Basile del 1785, dalle foto disponibili si evince che il palazzo resistette al terremoto del 1908, demolito in seguito per ragioni ignote.

## Profilo e storia dell'architettura
Il palazzo è stato un bell'esempio di architettura del settecento messinese, nel ritmo delle paraste che scandiscono la facciata lasciando il pieno risato ai balconi con balaustri al prospetto e al portale centrale fiancheggiato da colonne e sormontato dal balcone. Una serie di antefisse sulla cornice aggettante completa la decorazione della facciata con un motivo che si rivede negli altri palazzi messinesi.

## Galleria d'immagini

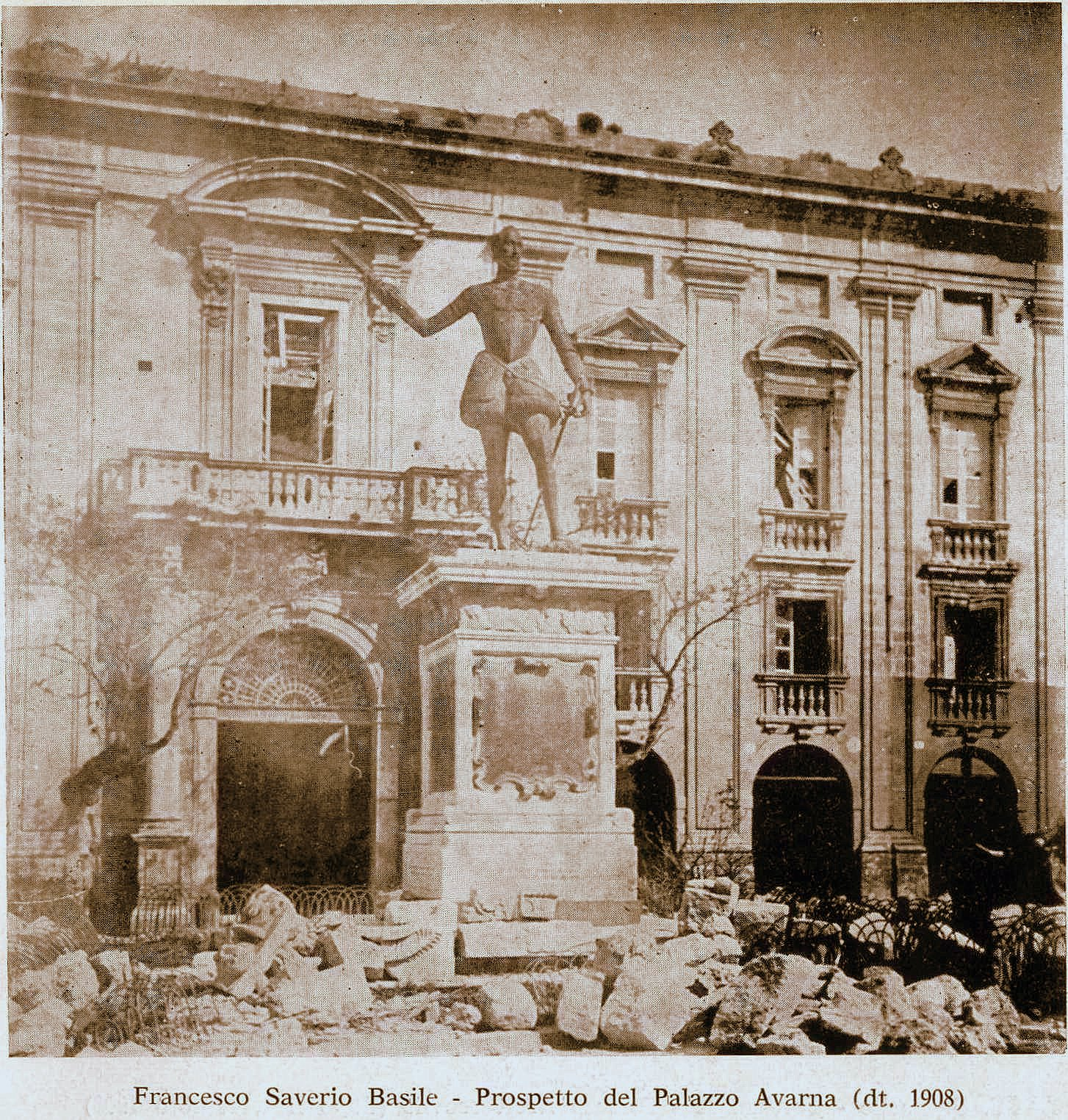
Palazzo Avarna